# Exposición Universal de Lieja (1905)

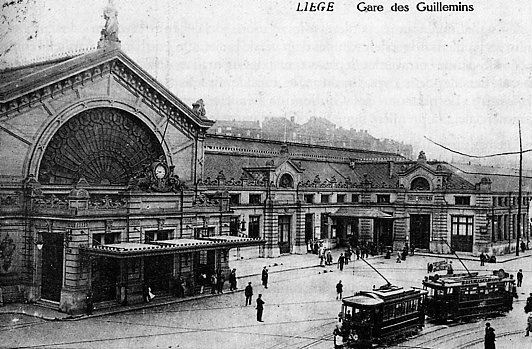
Imagen de Lieja en 1905.

La Exposición Universal de Lieja (1905) tuvo lugar del 27 de abril al 6 de noviembre de 1905 en Lieja, Bélgica.´

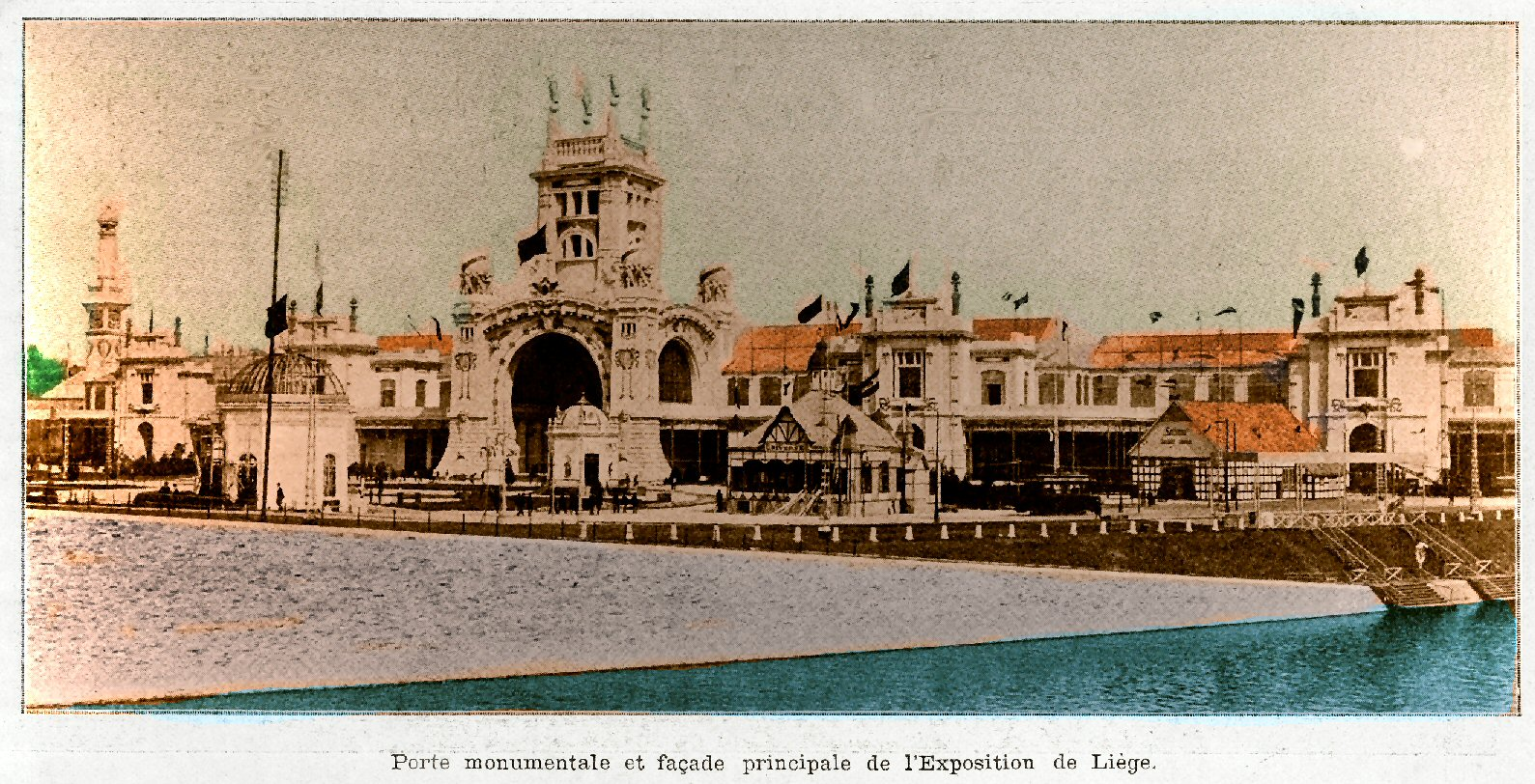
Fachada Principal de la Exposición Universal de Lieja, 1905

El tema de esta exposición fue la "Conmemoración del 75º aniversario de la Independencia de Bélgica".

## Datos
- Superficie: 70 hectáreas.
- Países participantes: 31.
- Visitantes: 7.000.000.
- Coste de la Exposición: 2.890.360 $.